# Liga Uruguaya de Básquetbol 2010-11
La VIII Liga Uruguaya de Básquetbol 2010-11, organizada por la FUBB, comenzó el 27 de agosto de 2010 y concluyó el 22 de marzo de 2011 consagrando a Malvín como campeón por segunda vez. Los partidos son televisados por la emisora de cable VTV para todo el país. 

## Equipos

### Ascensos y descensos
| Club          | Ascendido por                               |
| ------------- | ------------------------------------------- |
| Guruyú Waston | Campeón del Torneo Metropolitano 2009-10    |
| Larre Borges  | Subcampeón del Torneo Metropolitano 2009-10 |

| Club   | Descendido por                                        |
| ------ | ----------------------------------------------------- |
| Tabaré | 16° Liga Uruguaya de Basketball 2009-10               |
| Atenas | Por descalificación de la Liga Uruguaya de Básquetbol |

### Temporada 2010-11
| Club                              | Ciudad      | Barrio         | Entrenador              | 09-10                        |
| --------------------------------- | ----------- | -------------- | ----------------------- | ---------------------------- |
| Club Atlético Aguada              | Montevideo  | La Aguada      | Álvaro Tito             | 12°                          |
| Club Social y Deportivo Anastasia | Fray Bentos | Fray Bentos    | Juan Carlos Cordatti    | 11.º                         |
| Club Biguá                        | Montevideo  | Villa Biarritz | Alejandro Álvarez       | 6.º                          |
| Club Atlético Bohemios            | Montevideo  | Pocitos        | Luis Pierri             | 14.º                         |
| Club Atlético Cader               | Rocha       | Rocha          | Gustavo Sande           | 13.º                         |
| Club Atlético Cordón              | Montevideo  | Cordón         | Milton Larralde         | 5.º                          |
| Defensor Sporting Club            | Montevideo  | Parque Rodó    | Gerardo Jauri           | 1.º                          |
| Asociación Hebraica y Macabi      | Montevideo  | Ciudad Vieja   | Juan Carlos Werstein    | 9°                           |
| Club Malvín                       | Montevideo  | Malvín         | Pablo López             | 2.º                          |
| Montevideo Basket Ball Club       | Montevideo  | Villa Muñoz    | Daniel Lovera           | 1.º (2.ª DIVISIÓN), ASCENDIÓ |
| Club Atlético Olimpia             | Montevideo  | Colón          | Federico Camiña         | 8.º                          |
| Club Social y Deportivo Sayago    | Montevideo  | Sayago         | Horacio Perdomo         | 10.º                         |
| Club Trouville                    | Montevideo  | Pocitos        | César Somma             | 7.º                          |
| Unión Atlética                    | Montevideo  | Malvín Nuevo   | Alejandro Yayo González | 3.º                          |
| Club Atlético Welcome             | Montevideo  | Parque Rodó    | Marcelo Capalbo         | 2.º (2.ª DIVISIÓN), ASCENDIÓ |

- Federico Camiña suplantó a Marcelo Sista como entrenador de Olimpia en la 8.ª fecha de la primera etapa.

## Sistema de disputa
El sistema de disputa de la Liga consta básicamente de tres etapas: el torneo clasificatorio, la segunda fase y los play-offs que abarca los cuartos de final, las semifinales y las finales.
La liga comienza con el Clasificatorio, donde cada equipo deberá jugar contra todos sus rivales dos veces, una oficiando de local en su cancha y otra de visitante. Terminada esta fase, pasarán a la próxima ronda los diez primeros equipos, el último equipo de la tabla
descenderá de categoría para jugar el Torneo Metropolitano, donde el primer y segundo puesto ascienden a la Liga.
Luego de culminado el Torneo de Clasificación comienza la Segunda fase, donde los equipos clasificados entrarán con la mitad de los puntos obtenidos en la Primera fase. En esta ronda, cada equipo deberá jugar una única vez contra cada uno de sus nueve rivales, siendo
local para cada caso el equipo que haya vencido dos veces seguidas a su rival o que en la diferencia de puntos aventaje al mismo. Culminada esta fase dos equipos quedarán eliminados y ocho serán los que jueguen los play-offs.
La primera fase de los play-offs son los cuartos de final donde el primero de la tabla resultante de la Segunda fase deberá jugar con el octavo (A), el segundo con el séptimo (B), el tercero con el sexto (C) y el cuarto con el quinto (D), al mejor de cinco partidos. Los cuatro equipos vencedores se asegurarán un lugar en las semifinales.
A las semifinales llegarán cuatro equipos, triunfantes de los cuartos de final. En las mismas se enfrentaran el ganador A contra el ganador D, y el ganador B contra el ganador C, y triunfará el equipo que gane al menos tres de los cinco partidos reglamentarios.
De estas semifinales saldrán triunfantes solo dos equipos que se enfrentarán también en cinco contiendas por el título de Campeón uruguayo.

## Desarrollo

### Primera etapa - Torneo Clasificatorio
El Torneo Clasificatorio comenzó el 27 de agosto de 2010 y está previsto que culmine el 7 de diciembre. Finalizado éste, quedarán 10 clasificados a la segunda etapa y un descenso al Torneo Metropolitano.

#### Posiciones
| Equipo            | PG | PP | PJ | Pts |
| ----------------- | -- | -- | -- | --- |
| Biguá             | 20 | 8  | 28 | 48  |
| Defensor Sporting | 19 | 9  | 28 | 47  |
| Aguada            | 18 | 10 | 28 | 46  |
| Malvín            | 18 | 10 | 28 | 46  |
| Hebraica y Macabi | 16 | 12 | 28 | 44  |
| Trouville         | 15 | 13 | 28 | 43  |
| Olimpia           | 15 | 13 | 28 | 43  |
| Welcome           | 13 | 15 | 28 | 41  |
| Bohemios          | 12 | 16 | 28 | 40  |
| Cordón            | 12 | 16 | 28 | 40  |
| Unión Atlética    | 12 | 16 | 28 | 40  |
| Sayago            | 11 | 17 | 28 | 39  |
| Montevideo        | 10 | 18 | 28 | 38  |
| Cader             | 10 | 18 | 28 | 38  |
| Anastasia         | 9  | 19 | 28 | 37  |

|  | Equipos clasificados a la Segunda fase. |
|  | Desciende al Torneo Metropolitano.      |

#### Cuadro de resultados
En verde triunfos del equipo local y en rojo del equipo visitante.
| Local\Visitante   | Agu.  | Ana.  | Big.   | Boh.  | Cad.  | Cor.   | DSC   | HyM     | Mal.  | Mont.  | Oli.  | Say.   | Trou.   | U.A.   | Wel.   |
| ----------------- | ----- | ----- | ------ | ----- | ----- | ------ | ----- | ------- | ----- | ------ | ----- | ------ | ------- | ------ | ------ |
| Aguada            |       | 81-69 | 85-81  | 89-85 | 63-64 | 72-66  | 80-79 | 88-97   | 80-72 | 82-62  | 78-75 | 98-80  | 97-92   | 95-81  | 78-97  |
| Anastasia         | 56-58 |       | 78-85  | 65-69 | 92-72 | 89-85  | 74-67 | 71-92   | 62-63 | 97-108 | 74-78 | 110-85 | 105-100 | 65-67  | 88-89  |
| Biguá             | 99-88 | 80-65 |        | 96-77 | 90-77 | 76-71  | 80-72 | 85-84   | 76-86 | 106-66 | 89-87 | 93-103 | 81-76   | 79-73  | 93-82  |
| Bohemios          | 69-73 | 67-72 |        |       |       | 92-81  | 81-85 |         |       |        |       |        |         |        |        |
| Cader             |       | 75-83 |        | 81-88 |       | 84-93  | 94-88 | 95-109  | 67-79 |        |       |        |         |        |        |
| Cordón            |       |       | 67-82  |       |       |        | 62-72 |         |       | 86-89  |       | 87-76  |         |        | 85-92  |
| Defensor Sporting | 68-74 |       |        |       |       |        |       |         | 66-46 | 75-73  |       |        | 83-85   | 71-62  |        |
| Hebraica          |       | 84-85 |        |       |       |        |       |         |       | 89-81  |       |        | 70-82   |        |        |
| Malvín            |       |       |        | 87-70 |       | 96-103 |       | 83-84   |       |        | 89-70 |        |         |        | 79-75  |
| Montevideo        |       |       |        |       | 71-80 |        |       |         |       |        |       |        |         | 82-71  | 100-94 |
| Olimpia           |       | 83-75 | 68-79  | 85-71 |       |        |       | 84-97   |       | 78-58  |       | 87-94  |         |        |        |
| Sayago            | 82-77 | 93-76 | 87-100 |       |       |        |       |         |       |        |       |        |         |        | 73-71  |
| Trouville         | 89-88 | 66-85 | 68-67  | 68-70 | 91-86 | 63-57  | 93-82 | 86-85   | 62-89 | 95-76  | 76-62 | 89-79  |         | 70-77  | 86-78  |
| Unión Atlética    |       |       |        | 85-56 | 66-60 |        |       |         |       |        | 70-84 | 80-85  |         |        |        |
| Welcome           |       |       | 78-80  | 74-82 | 85-81 |        |       | 116-110 |       |        |       |        |         | 100-82 |        |

#### Localías
| Defensor  | Malvín 35    | Welcome 30  | Hebraica 19 | Cordón 17  | Bohemios 16  | Trouville 9  | Olimpia 3     | Aguada -7    | Biguá -10    | 7   |
| Biguá     | Bohemios 40  | Cordón 20   | Welcome 13  | Olimpia 13 | Defensor 10  | Aguada 8     | Trouville 1   | Hebraica -22 | Malvín -25   | 7   |
| Malvín    | Trouville 56 | Bohemios 29 | Biguá 25    | Welcome 21 | Olimpia 16   | Hebraica 3   | Aguada -11    | Cordón -12   | Defensor -35 | 6   |
| Aguada    | Malvín 11    | Olimpia 11  | Bohemios 8  | Defensor 7 | Trouville 4  | Cordón 2     | Biguá -8      | Hebraica -18 | Welcome -21  | 6   |
| Welcome   | Aguada 21    | Cordón 9    | Olimpia 4   | Hebraica 1 | Trouville -5 | Bohemios -6  | Biguá -13     | Malvín -21   | Defensor -40 | 4   |
| Bohemios  | Hebraica 13  | Cordón 12   | Trouville 8 | Welcome 6  | Aguada -8    | Defensor -16 | Olimpia -24   | Malvín -29   | Biguá -40    | 4   |
| Trouville | Olimpia 15   | Hebraica 11 | Welcome 5   | Cordón 0   | Biguá -1     | Aguada -4    | Bohemios -8   | Defensor -9  | Malvín -56   | 3+1 |
| Hebraica  | Biguá 22     | Aguada 18   | Olimpia 18  | Welcome -1 | Malvín -3    | Cordón -3    | Trouville -11 | Bohemios -13 | Defensor -19 | 3   |
| Cordón    | Malvín 12    | Hebraica 3  | Trouville 0 | Aguada -2  | Welcome -9   | Bohemios -12 | Defensor -17  | Biguá -20    | Olimpia -20  | 2+1 |
| Olimpia   | Bohemios 24  | Cordón 20   | Defensor -3 | Welcome -4 | Aguada -11   | Biguá -13    | Trouville -15 | Malvín -16   | Hebraica -18 | 2   |

### Segunda fase

#### Posiciones
| Equipo            | PJ | PG | PP | Pts  |
| ----------------- | -- | -- | -- | ---- |
| Biguá             | 9  | 6  | 3  | 39   |
| Malvín            | 9  | 7  | 2  | 39   |
| Defensor Sporting | 9  | 6  | 3  | 38.5 |
| Aguada            | 9  | 5  | 4  | 37   |
| Trouville         | 9  | 6  | 3  | 36.5 |
| Hebraica y Macabi | 9  | 5  | 4  | 36   |
| Olimpia           | 9  | 3  | 6  | 33.5 |
| Welcome           | 9  | 4  | 5  | 33.5 |
| Cordón            | 9  | 3  | 6  | 32   |
| Bohemios          | 9  | 0  | 9  | 29   |

|  | Equipos clasificados a Play-offs. |

### Play-offs
Todos los partidos de esta etapa se jugaron en el Palacio Peñarol.
|  | Cuartos de final       | Cuartos de final       |        |                   | Semifinales            | Semifinales            |  |       | Final                  | Final                  |  |
|  | Al mejor de 5 partidos | Al mejor de 5 partidos |        |                   | Al mejor de 5 partidos | Al mejor de 5 partidos |  |       | Al mejor de 5 partidos | Al mejor de 5 partidos |  |
|  |                        |                        |        |                   |                        |                        |  |       |                        |                        |  |
|  |                        |                        |        |                   |                        |                        |  |       |                        |                        |  |
|  | Biguá                  | 3                      |        |                   |                        |                        |  |       |                        |                        |  |
|  | Biguá                  | 3                      |        |                   |                        |                        |  |       |                        |                        |  |
|  | Welcome                | 2                      |        |                   |                        |                        |  |       |                        |                        |  |
|  | Welcome                | 2                      |        | Biguá             | 3                      |                        |  |       |                        |                        |  |
|  |                        |                        |        | Biguá             | 3                      |                        |  |       |                        |                        |  |
|  |                        |                        | Aguada | 0                 |                        |                        |  |       |                        |                        |  |
|  | Aguada                 | 3                      | Aguada | 0                 |                        |                        |  |       |                        |                        |  |
|  | Aguada                 | 3                      |        |                   |                        |                        |  |       |                        |                        |  |
|  | Trouville              | 1                      |        |                   |                        |                        |  |       |                        |                        |  |
|  | Trouville              | 1                      |        |                   |                        |                        |  | Biguá | 1                      |                        |  |
|  |                        |                        |        |                   |                        |                        |  | Biguá | 1                      |                        |  |
|  |                        |                        | Malvín | 3                 |                        |                        |  |       |                        |                        |  |
|  | Defensor Sporting      | 3                      | Malvín | 3                 |                        |                        |  |       |                        |                        |  |
|  | Defensor Sporting      | 3                      |        |                   |                        |                        |  |       |                        |                        |  |
|  | Hebraica y Macabi      | 2                      |        |                   |                        |                        |  |       |                        |                        |  |
|  | Hebraica y Macabi      | 2                      |        | Defensor Sporting | 0                      |                        |  |       |                        |                        |  |
|  |                        |                        |        | Defensor Sporting | 0                      |                        |  |       |                        |                        |  |
|  |                        |                        | Malvín | 3                 |                        |                        |  |       |                        |                        |  |
|  | Malvín                 | 3                      | Malvín | 3                 |                        |                        |  |       |                        |                        |  |
|  | Malvín                 | 3                      |        |                   |                        |                        |  |       |                        |                        |  |
|  | Olimpia                | 1                      |        |                   |                        |                        |  |       |                        |                        |  |
|  | Olimpia                | 1                      |        |                   |                        |                        |  |       |                        |                        |  |
|  |                        |                        |        |                   |                        |                        |  |       |                        |                        |  |

| Campeón de la LUB 2010-11  |
| -------------------------- |
| Malvín 2° Título de la LUB |